# Salt Wells (Nevada)
Salt wells es un área no incorporada ubicada en el condado de Churchill, Nevada, Estados Unidos.